# (16376) 1981 EX10
A (16376) 1981 EX10 a Naprendszer kisbolygóövében található aszteroida. Schelte J. Bus fedezte fel 1981. március 1-jén.